# Amphiblestrum flemingii
Amphiblestrum flemingii is een mosdiertjessoort uit de familie van de Calloporidae. De wetenschappelijke naam van de soort is voor het eerst geldig gepubliceerd in 1854 door Busk.